# Dominicas del Rosario Perpetuo
La Congregación de Monjas Dominicas de Clausura del Rosario Perpetuo (oficialmente en inglés: The Cloistered Dominican Nuns of the Perpetual Rosary) son una congregación religiosa católica femenina monástica de derecho pontificio, fundadas por Damien-Marie Saintourens, Rosa de Santa María Wehrlé y Mary Imelda Gauthier, en Calais (Francia), el 20 de mayo de 1880. A las religiosas de este instituto se les conoce como dominicas del Rosario perpetuo y posponen a sus nombres las siglas O.P.

## Historia

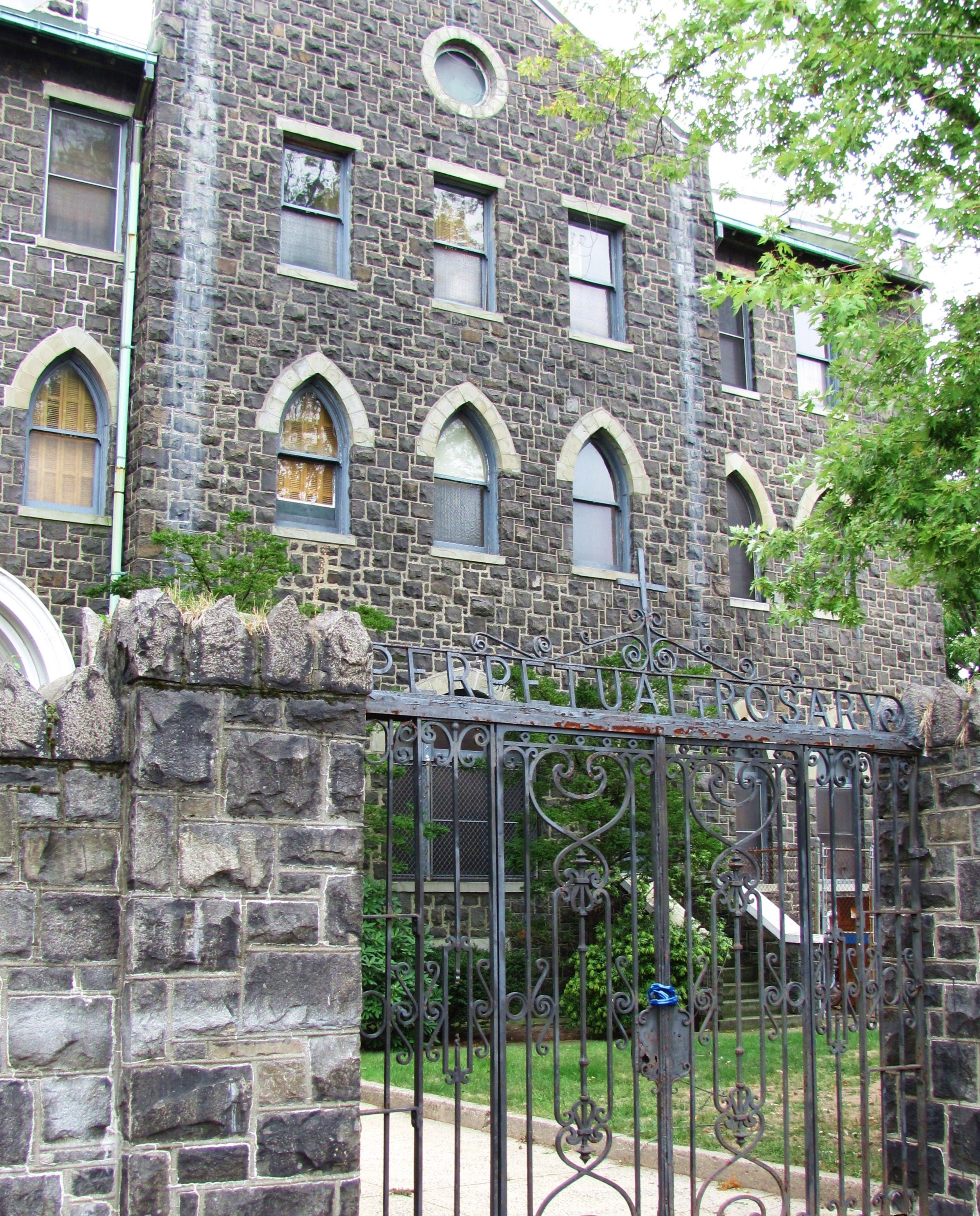
Blue Chapel, monasterio de las monjas dominicas del Rosario en Union City (Estados Unidos)

Inspirado por la obra del Rosario Perpetuo de Timoty Ricci en Francia e Italia, el sacerdote dominico Damien-Marie Saintourens, con la ayuda de las religiosas Rosa de Santa María Werhlé y Mary Imelda Gauthier fundó la congregación de Monjas Dominicas de Clausura del Rosario Perpetuo, dedicadas a la vida contemplatica, a través del rezo del rosario, alternándose las monjas, de tal manera que no exista una hora donde no se esté rezando esa oración cristiana.
El primer monasterio de la congregación fue el de Calais en Francia, fundado el 20 de mayo de 1880, fecha que las religiosas tienen como origen del instituto. Debido a la Revolución francesa, las monjas tuvieron que exiliarse a Bélgica. A partir de allí, inició el periodo de expansión, llegando a fundar casas en otros países de América, Asia y Europa. Algunos de ellos han formado una congregación religiosa de vida pastoral activa.

## Organización
La monjas dominicas forman una congregación de derecho pontificio de monasterios sui iuris, cada uno es independiente y regido por su propia superiora, a las que las religiosas llaman Maestra. Se dedican a la vida contemplativa a través del rezo perpetuo del Rosario. Las monjas usan el tradicional hábito dominico, que consiste en una túnica y escapulario blanco y un velo negro.
En 2015, las congregación contaba con unas 80 monjas y 9 monasterios, presentes en Estados Unidos, Francia y Portugal.